# Siatkówka na Letnich Igrzyskach Olimpijskich Młodzieży 2010 – turniej dziewcząt
Turniej młodzieżowych igrzysk olimpijskich w piłce siatkowej dziewcząt podczas I Letnich Igrzysk Olimpijskich Młodzieży w Singapurze był pierwszym w historii i odbył się w dniach od 21 do 26 sierpnia 2010 roku. Do rywalizacji przystąpiło 6 drużyn, podzielonych na dwie grupy. W każdej z nich zmagania toczyły się systemem kołowym (tj. każdy z każdym, po jednym meczu), a po dwie najlepsze zespoły uzyskały awans do półfinału. Od tej fazy pojedynki przeprowadzane były systemem pucharowym (jedno spotkanie, przegrywający odpada, a zwycięzca kwalifikuje się do kolejnej fazy).

## Uczestnicy
- Singapur – Gospodarz
- Belgia – Mistrz Europy kadetek
- Stany Zjednoczone – Mistrz Ameryki Północnej kadetek
- Peru – Mistrz Ameryki Południowej kadetek
- Japonia – Mistrz Azji kadetek
- Egipt – Mistrz Afryki kadetek

## Faza grupowa

### Grupa A

#### Tabela
| Poz. | Reprezentacja | Pkt | Mecze | Mecze | Mecze | Sety | Sety | Sety  | Małe punkty | Małe punkty | Małe punkty |
| Poz. | Reprezentacja | Pkt | M     | Z     | P     | wyg. | prz. | ratio | zdob.       | str.        | ratio       |
| ---- | ------------- | --- | ----- | ----- | ----- | ---- | ---- | ----- | ----------- | ----------- | ----------- |
| 1    | Peru          | 4   | 2     | 2     | 0     | 150  | 95   | 1.579 | 6           | 0           | MAX         |
| 2    | Japonia       | 3   | 2     | 1     | 1     | 134  | 109  | 1.229 | 3           | 3           | 1.000       |
| 3    | Singapur      | 2   | 2     | 0     | 2     | 70   | 150  | 0.467 | 0           | 6           | 0.000       |

#### Wyniki spotkań
| 21.08.2010 | Singapur | 0:3 (11:25, 13:25, 12:25) | Peru |

| 22.08.2010 | Singapur | 0:3 (9:25, 16:25, 9:25) | Japonia |

| 23.08.2010 | Peru | 3:0 (25:22, 25:19, 25:18) | Japonia |

### Grupa B

#### Tabela
| Poz. | Reprezentacja     | Pkt | Mecze | Mecze | Mecze | Sety | Sety | Sety  | Małe punkty | Małe punkty | Małe punkty |
| Poz. | Reprezentacja     | Pkt | M     | Z     | P     | wyg. | prz. | ratio | zdob.       | str.        | ratio       |
| ---- | ----------------- | --- | ----- | ----- | ----- | ---- | ---- | ----- | ----------- | ----------- | ----------- |
| 1    | Stany Zjednoczone | 4   | 2     | 2     | 0     | 173  | 163  | 1.061 | 6           | 2           | 3.000       |
| 2    | Belgia            | 3   | 2     | 1     | 1     | 178  | 131  | 1.359 | 5           | 3           | 1.667       |
| 3    | Egipt             | 2   | 2     | 0     | 2     | 93   | 150  | 0.620 | 0           | 6           | 0.000       |

#### Wyniki spotkań
| 21.08.2010 | Belgia | 3:0 (25:11, 25:12, 25:10) | Egipt |

| 22.08.2010 | Belgia | 2:3 (22:25, 25:15, 20:25, 25:18, 11:15) | Stany Zjednoczone |

| 23.08.2010 | Egipt | 0:3 (18:25, 19:25, 23:25) | Stany Zjednoczone |

## Turniej finałowy

### Drabinka
|  |                        |                   |                   |                        |   |        |        |       |
|  | Półfinały              | Półfinały         | Półfinały         |                        |   | Finał  | Finał  | Finał |
|  | Półfinały              | Półfinały         | Półfinały         |                        |   | Finał  | Finał  | Finał |
|  | 24 sierpnia – Singapur |                   |                   |                        |   |        |        |       |
|  |                        |                   |                   |                        |   |        |        |       |
|  | Peru                   | Peru              | 1                 |                        |   |        |        |       |
|  | Peru                   | Peru              | 1                 | 25 sierpnia – Singapur |   |        |        |       |
|  | Belgia                 | Belgia            | 3                 |                        |   |        |        |       |
|  | Belgia                 | Belgia            | 3                 |                        |   | Belgia | Belgia | 3     |
|  | 24 sierpnia – Singapur |                   |                   |                        |   | Belgia | Belgia | 3     |
|  |                        |                   | Stany Zjednoczone | Stany Zjednoczone      | 1 |        |        |       |
|  | Stany Zjednoczone      | Stany Zjednoczone | Stany Zjednoczone | Stany Zjednoczone      | 1 | 3      |        |       |
|  | Stany Zjednoczone      | Stany Zjednoczone |                   |                        |   |        |        |       |
|  | Japonia                | Japonia           | 0                 |                        |   |        |        |       |
|  | Japonia                | Japonia           | 0                 | Mecz o 3. miejsce      |   |        |        |       |
|  |                        |                   |                   |                        |   |        |        |       |
|  | 25 sierpnia – Singapur |                   |                   |                        |   |        |        |       |
|  |                        |                   |                   |                        |   |        |        |       |
|  | Peru                   | Peru              | 3                 |                        |   |        |        |       |
|  | Peru                   | Peru              | 3                 |                        |   |        |        |       |
|  | Japonia                | Japonia           | 1                 |                        |   |        |        |       |
|  | Japonia                | Japonia           | 1                 |                        |   |        |        |       |

#### Półfinały
| 24.08.2010 | Peru | 1:3 (19:25, 25:19, 21:25, 22:25) | Belgia |

| 24.08.2010 | Stany Zjednoczone | 3:0 (25:20, 25:23, 25:23) | Japonia |

#### Mecz o 5. miejsce
| 25.08.2010 | Singapur | 1:3 (25:20, 18:25, 19:25, 19:25) | Egipt |

#### Mecz o 3. miejsce
| 25.08.2010 | Peru | 3:1 (22:25, 30:28, 25:11, 25:17) | Japonia |

#### Finał
| 26.08.2010 | Belgia | 3:1 (17:25, 25:20, 25:18, 25:12) | Stany Zjednoczone |

## Klasyfikacja końcowa
| Miejsce | Zespół            |
| ------- | ----------------- |
|         | Belgia            |
|         | Stany Zjednoczone |
|         | Peru              |
| 4       | Japonia           |
| 5       | Egipt             |
| 6       | Singapur          |